# Ogloblinisca flavipes
Ogloblinisca flavipes är en stekelart som beskrevs av Karl-Johan Hedqvist 1968. Ogloblinisca flavipes ingår i släktet Ogloblinisca och familjen puppglanssteklar. Inga underarter finns listade i Catalogue of Life.